# Lac du Cinto
Lac du Cinto (cos lavu di u Cintu) – niewielkie jezioro górskie na Korsyce.

## Położenie
Leży w północno-zachodniej części wyspy, w departamencie Górna Korsyka. Położone jest w strefie wysokogórskiej, na wysokości 2289 m n.p.m., ok. 1400 m na południowy zachód od szczytu Monte Cinto, tuż na wschód od grani biegnącej od wspomnianego szczytu w kierunku południowo-zachodnim, u wschodnich podnóży przełęczy Bocca Crucetta Suprana (2456 m n.p.m.) w tejże grani.

## Charakterystyka
Lac du Cinto jest jeziorem polodowcowym. Wypełnia misę karu lodowcowego. Ma kształt nieco nieregularnej kropli o długości ok. 150 m i szerokości niespełna 100 m, usytuowanej osią w linii wschód – zachód. Jest jeziorem bezodpływowym, przy czym z racji swego położenia posiada bardzo małe zlewisko. Większa woda, pochodząca z wiosennego topnienia śniegów, może przelewać się przez próg misy jeziornej w jej południowo-wschodniej części. Przez większość roku ewentualne nadwyżki wody przesiąkają przez rumosz przykrywający wspomniany próg, spływając w kierunku wschodnim, uchodząc z prawej strony do źródłowego toku potoku Erco, lewobrzeżnego dopływu rzeki Golo. Otoczenie jeziora stanowią gołe, kruche skały, osypujące się ku wodzie rumowiskami głazów i piargami, praktycznie zupełnie pozbawione roślinności.